# Architetti italiani in Russia
Numerosi sono stati nel tempo gli architetti italiani che hanno lavorato in Russia.
I Maestri italiani hanno dato il loro contributo alla storia dell'architettura russa per la prima volta alla fine del XV secolo, durante il periodo di massimo splendore del Rinascimento italiano. Gli arrivi di massa di architetti italiani hanno segnato l'inizio di un nuovo periodo nell'architettura russa. Gli architetti russi hanno preso in prestito dagli italiani molte competenze tecniche, che si intrecciano con la tradizione culturale locale.

## Primi contatti
La storia dei rapporti tra l'Italia e la Russia ha cinque secoli. La prima ambasciata documentata in Italia, risale al regno di Basilio III di Russia. Poi, nel 1461, l'ambasciatore di Moscovia, Nikolaj Rally visitò il duca milanese, Francesco Sforza. Otto anni dopo, nel 1469, avviene uno scambio di messaggi tra Ivan III di Russia e papa Innocenzo VIII, diventando la Santa Sede il primo Stato in occidente con cui Mosca ha avuto relazioni diplomatiche regolari. In quei giorni sono giunti in Russia dei maestri italiani, architetti e artisti, che hanno partecipato alla costruzione delle mura del Cremlino  a Mosca e delle torri, chiese e cattedrali. La parola russa kreml', in russo кремль? significa fortezza, e sono molte le città russe sviluppatesi nel corso della storia attorno al proprio cremlino. A Mosca hanno lavorato, Aristotele Fioravanti, Petrok Minore, Pietro Antonio Solari, Aloisio da Carcano, Aloisio Nuovo e Antonio Frjazin, ma molte delle loro creazioni non sono conservate. 

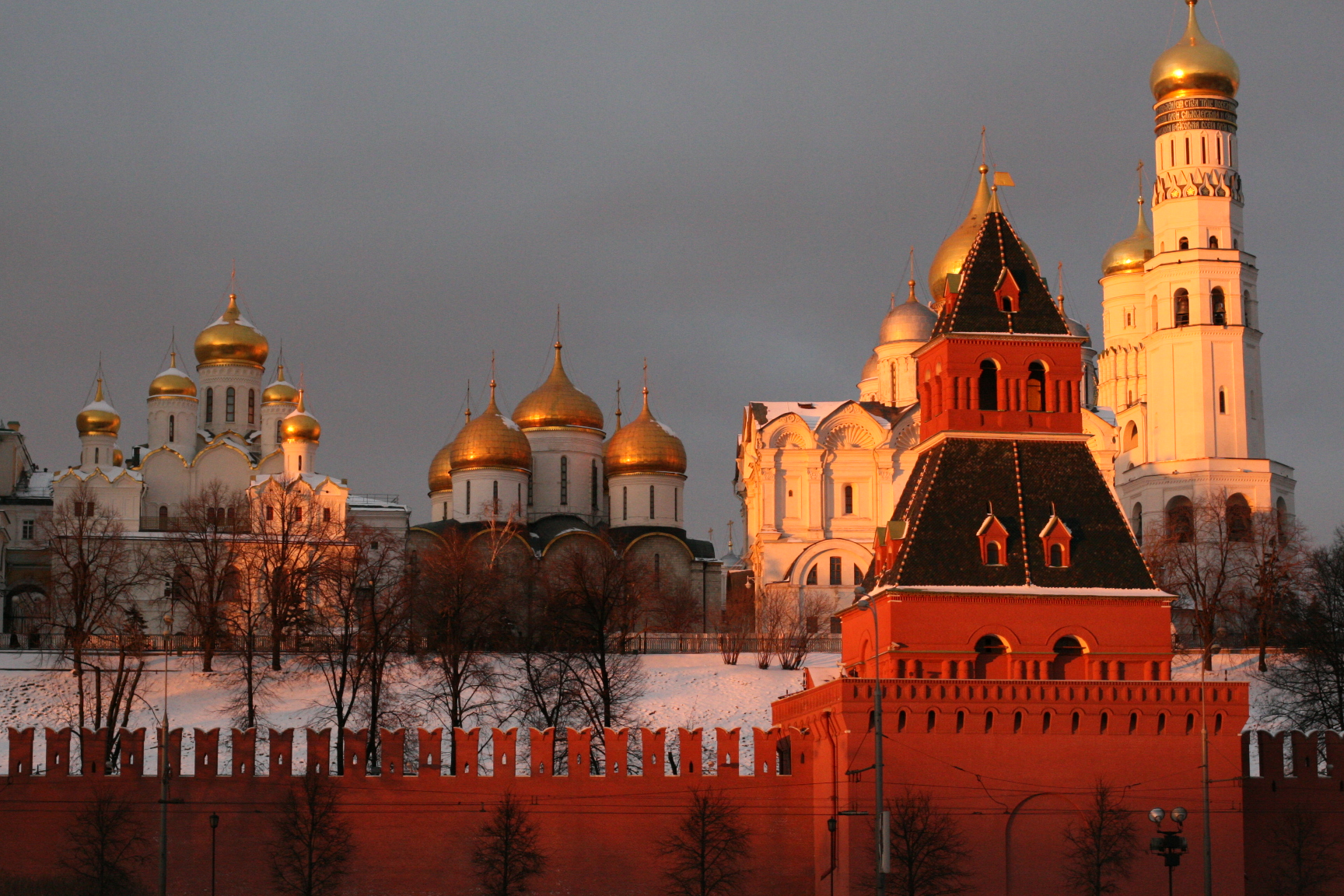
Veduta del Cremlino con le cupole delle Cattedrali.

L'opera di Aristotele Fioravanti a Mosca iniziò con lo smantellamento delle rovine della Cattedrale della Dormizione.

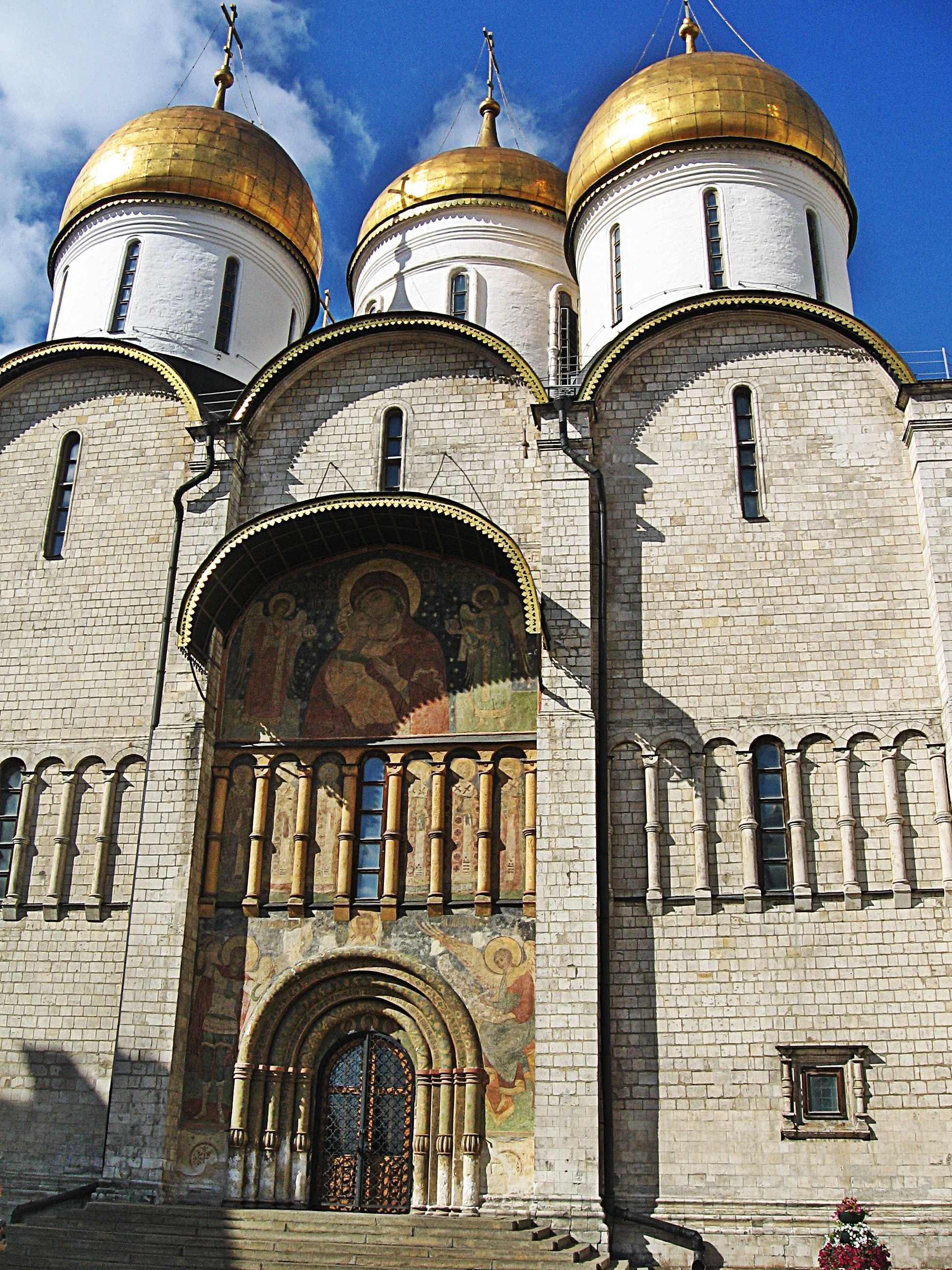
Gli affreschi della facciata.

Questa cattedrale fu iniziata dai mastri russi Myškin e Krivzov, ma, due anni dopo, all'inizio dei lavori nella notte dal 20 al 21 maggio 1474, non ancora terminata, crollò. Sconvolto dalla distruzione della cattedrale, Ivan III prese la decisione di invitare a Mosca i mastri italiani e senza perdere tempo spedì l'ambasciatore russo Semën Tolbuzin in Italia con l'ordine di portare da lì degli architetti e dei mastri di diversi mestieri. La bonifica del posto per la nuova cattedrale durò solo una settimana. Fioravanti capì che non poteva ignorare i costumi e i gusti del popolo russo, non doveva trasferire artificialmente la solita forma di architettura occidentale. Pertanto, dopo aver completato la posa della fondazione, partì in viaggio per il Paese per familiarizzarsi con l'antica architettura russa.
Il 19 luglio 1485 a Mosca, l'architetto italiano Antonio Frjazin posò la prima pietra della Torre Tajnickaja, la più antica torre del Cremlino di Mosca.

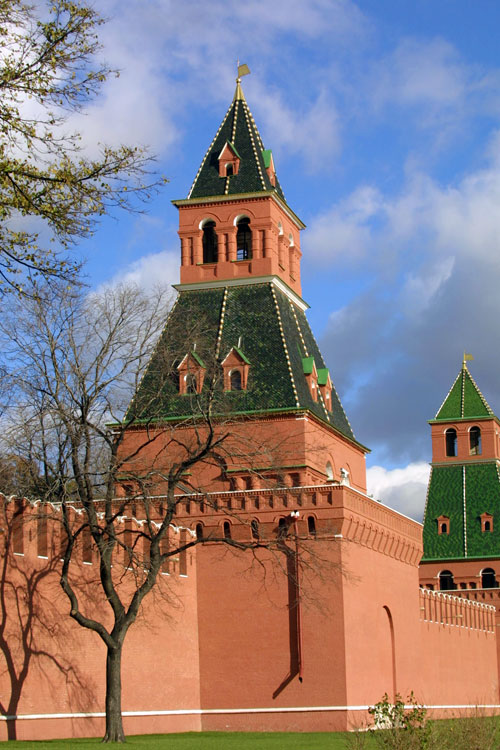
La torre Tajnickaja.

Diventando la capitale dello stato russo, Mosca iniziò a svilupparsi, non solo politicamente, ma anche con un incremento del commercio, e lo sviluppo delle relazioni culturali con altri paesi. L'architettura non fece eccezione. L'architettura di Mosca, ereditando i tratti più sviluppati dei principati feudali, acquista il suo stile originale, in cui si intrecciano la tradizione dell'architettura pre-mongola russa, e le realizzazioni urbane di Velikij Novgorod e di Pskov, riflettendo anche l'idea di unificazione e la liberazione della terra, la centralizzazione dello stato e la formazione di una sola nazione. L'architettura di Stato della capitale Mosca, si distinse per la costanza comparativa delle principali tipologie di costruzione, caratteristica dell'ordine feudale. 
I disegni e materiali da costruzione hanno cambiato, e con loro, l'architettura degli edifici e delle strutture. Insieme alla pietra erano di grande importanza gli edifici in legno, che in Russia sono sempre rimasti il principale tipo di costruzione di massa, influenzando lo sviluppo degli edifici e delle strutture in pietra.

## Antonio Solari

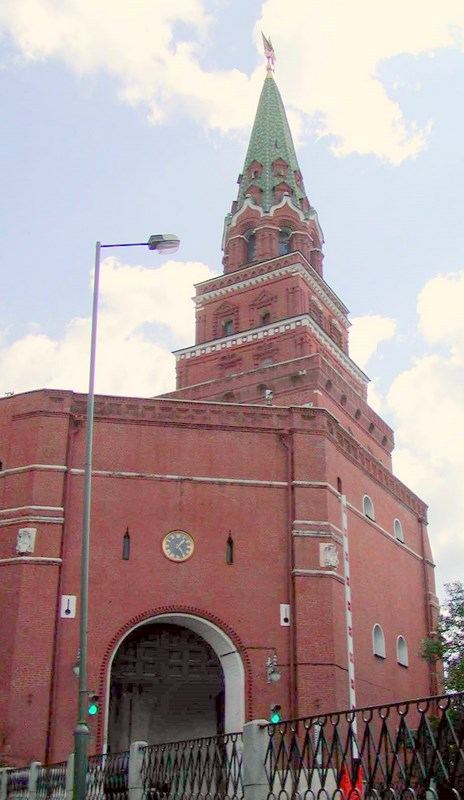
Torre Borovitskaja, Cremlino di Mosca

Pietro Antonio Solari ha costruito a Mosca:
- 1487 - 1491 - Camera sfaccettata, con Marco Ruffo
- 1490 - Torre Borovickaja;
- 1490 - Torre Konstantino-Eleninskaja;
- 1491 - Torre Spasskaja (Frolovskaja);
- 1491 - Torre Nikol'skaja;
- 1491 - Torre Senatskaja;
- 1492 - Torre dell'arsenale (Sobakin).

Solari fu invitato a Mosca dagli ambasciatori di russi di origine greca Dmitrij e Manuel Ralev. Al suo arrivo a Mosca nel 1490, Antonio Solari attirò l'attenzione universale e godette il favore di Ivan III di Russia, che gli conferì una speciale fiducia. Annali storici lo chiamano "architetto". A Milano fu trovato il documento ormai perduto, sul quale era apposta la firma Pietro Antonio Solario, quale architetto capo di Mosca. Secondo altre fonti, questa lettera personale di Solari si trova nell'Archivio Vaticano e contiene la parola "Architectus Moscoviae Generale".
Sotto la guida di Antonio Solari sul lato ovest, posero la Torre Borovickaja, dotata di comode riunioni al fiume Neglinnaja. Successivamente l'architetto italiano ha costruito l'angolo della torre Beklemiševskaja, ebbe un ruolo speciale nella difesa della fortezza. Fu la prima a subire i colpi del nemico, un punto debole, poiché c'era un guado conveniente lungo il fiume Moscova. Vennero successivamente costruite tre torri al posto di questa: Konstantin-Eleninskaja, Spasskaja e Nikol'skaja.
La torre Spasskaya era luogo di cerimonie. Le sue porte di accesso collegavano il Cremlino alla Piazza Rossa, e quindi ricevette il progetto più impressionante. Nel XVII secolo fu installato l'orologio, sostituito nel XVIII secolo dai carillon esistenti. La costruzione della possente torre angolare esagonale Sobakin, situata all'apice dell'angolo più acuto del triangolo del Cremlino, fu l'ultima opera di Solari, scomparso nel 1493. La torre venne costruita "su una nuova base", vale a dire, fuori dal tempio del Cremlino di Demetrio di Russia, nel punto in cui è stata scoperta la sorgente.
Dopo la morte del Solari, la costruzione fu guidata, a partire dal 1495, da Aloisio Nuovo. La sua parte consisteva nel realizzare complesse opere al fine di drenare le rive paludose del fiume Neglinnaja. Nel 1516 lungo la parete orientale della fortezza, dove ora c'è la Piazza Rossa, secondo il suo progetto, un fossato era disposto con una pietra bianca, i cui bordi erano decorati con un muretto con merlature. Dal lato della Moscova fu anche costruito un ulteriore muro che proteggeva le fondamenta di mura e torri dall'erosione delle acque del fiume. Al centro del muro occidentale è stata collocata la Torre della Trinità, la più alta del Cremlino. Alla Porta della Trinità attraverso Neglinka un ponte di pietra fu spostato su nove archi. Oltre a Troickaja sul lato ovest, furono costruite altre tre torri sorde: Granenaja, Kolymažnaja e Konjušennaja.
Un totale di 18 torri furono erette lungo il perimetro del Cremlino. Torri rotonde grazie alla loro forma resistevano bene al potere distruttivo dei cannoni e servivano per la difesa circolare.

## Pietro Francesco

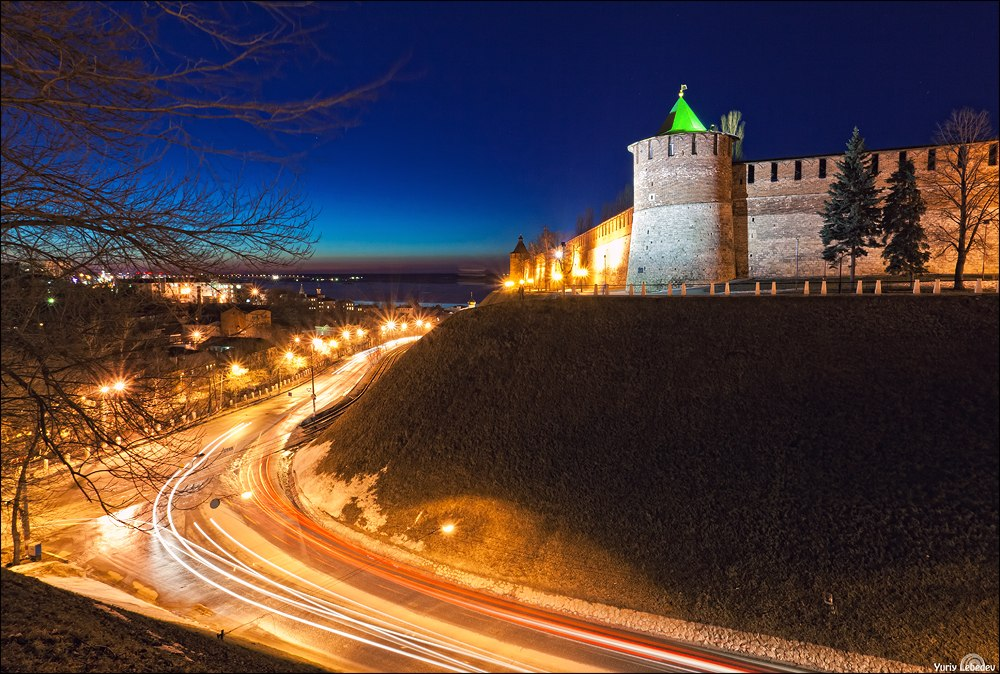
Il Cremlino di Nižnij Novgorod

Pietro Francesco (Petrok Minore) ha costruito in Russia:
- 1532 - la Chiesa della Resurrezione nel Cremlino di Nižnij Novgorod, adiacente al campanile di Ivan il Grande, completato nel 1552, ma senza Petrok;
- 1534 - posò la fortezza di terra in Mosca, chiamata Cina (Kitaj);
- 1535 - iniziò la costruzione del muro di pietra Kitajgorodskaja;
- 1534 - 1535 anni sta costruendo una fortezza di terra in Sebež;
- 1536 - la fortezza di terra in Pronsk.

Egli ha lavorato attivamente in Russia negli anni 1930, principalmente nel campo della fortificazione.
Tradizionalmente, a Petrok è attribuito un campanile triplo che confinava con l'Ivan il Grande campanile, fatto esplodere nel 1812 dai francesi e ricostruito in una forma alterata nel XIX secolo. Tuttavia, secondo V.V. Kavelmahera e S.S. Podjapol'skij questo campanile è stato eretto nei pressi della chiesa della Resurrezione nella seconda metà del XVII secolo. Secondo loro, tutte le immagini precedenti mostrano in questo luogo non un campanile, ma una chiesa.
A Petrok attribuita anche la progettazione della Chiesa dell'Ascensione di Kolomenskoe, sulla base, sia dell'analisi del complesso delle sue attività, che dall'analisi delle strutture del tempo, oltre alla combinazione delle date di completamento della sua costruzione e l'inizio della costruzione della Chiesa della Resurrezione.
Le fortezze costruite da Petrok, per la Russia, rappresentavano un nuovo tipo di costruzione,  collegato all'ulteriore sviluppo delle armi da fuoco, costruzioni considerate come transitorie al sistema di bastione delle fortificazioni.
Alcune fonti ritengono che Pëtr Frjazin, fuggito in Livonia nel 1539, sia Petrok. Come risulta dai materiali del fascicolo investigativo, il maestro di città Pëtr Frjazin fuggì durante un viaggio prima a Sebež e poi al monastero di Pečorskij, poi giunse a Novgorod (Neuhausen), per dirigersi verso Juriev. Secondo Peter stesso, la ragione della fuga fu "un grande ammutinamento e apolidia" dopo la morte di Elena Glinskaja. Se assumiamo che questo Pëtr Frjazin e Petrok, siano la stessa persona, la documentazione permette di datare l'arrivo di Petrok a Mosca nel 1528. 
L'identità del fuggiasco Pëtr Frjazin sia attribuibile a Petrok è contestata da alcuni autori, ad esempio, A. N. Kirpičnikov, che fa riferimento a cronache, sostiene che Petrok completò la Chiesa della Resurrezione nel Cremlino nel 1543.

## Antonio Rinaldi

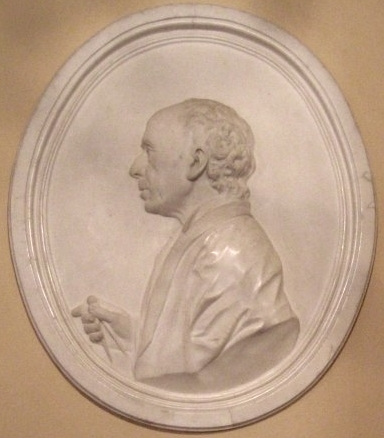
Shubin Rinaldi medaillon in Gathina Palace 1782.

Antonio Rinaldi ha costruito in Russia:
- 1707 - 1774 - Edifici vari per la reggia di Oranienbaum;
- 1763 - 1772 - Tučkov Bujan (magazzini di canapa sul lungomare Malaja Neva, il completamento del progetto Dedenev, Michael A.);
- 1777 - Figura dell'angelo per la guglia della Cattedrale di Pietro e Paolo, danneggiato dalla tempesta.
- 1783 - Palazzo di marmo;
- 1783 - Completamento della Chiesa cattolica di Santa Caterina;
- 1783 - Teatro Bol'šoj Kamennyj il volume dell'edificio, le facciate del progetto Tischbein;
- 1789 - Knaz'-Vladimirskij Cattedrale;
- 1858 - Cattedrale di Sant'Isacco, un progetto non terminato e ora sostituito dall'edificio progettato da August de Montferrand;
- Chiesa dell'Ascensione (non conservato);

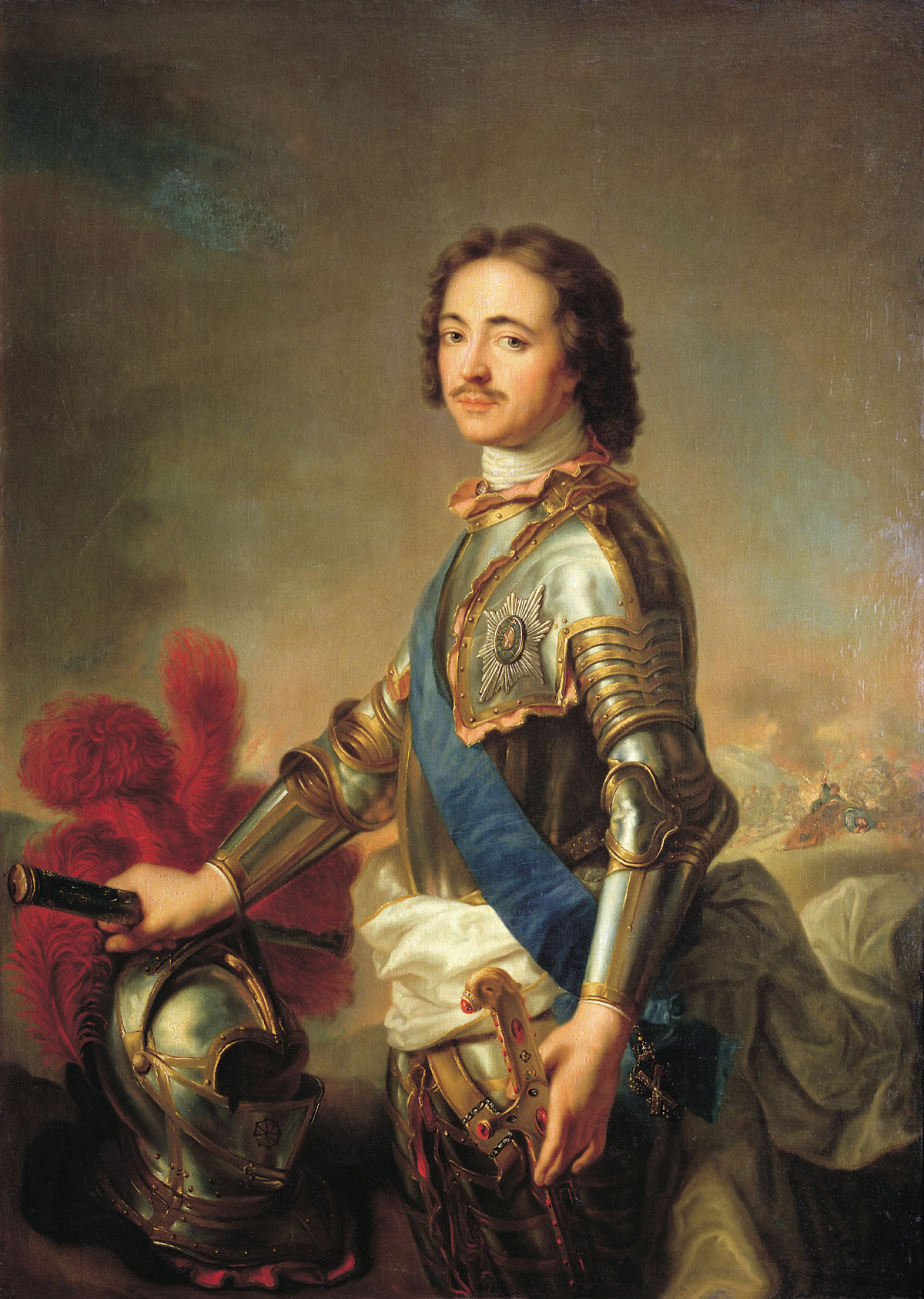
Pietro I, che ideò la città di San Pietroburgo come sua nuova capitale e che ivi pose il primo complesso di quello che sarebbe poi divenuto il Palazzo d'Inverno che possiamo ammirare.

Egli ha portato in Russia il gentile e raffinato primo classicismo, che ha determinato lo sviluppo dell'architettura russa tra il 1760 ed il 1770.
A San Pietroburgo Antonio Rinaldi giunse il 22 giugno 1751, questo è noto grazie alla corrispondenza del conte Voroncov con il suo corrispondente romano, il conte Bielka. Collegato da un contratto con il piccolo hetman russo Razumovskij, partì per costruire la sua residenza a Baturin, ma, forse, senza creare nulla di sostanziale, venne a San Pietroburgo diversi anni dopo ed entrò al servizio della piccola corte di Pietro il Grande. Dopo l'arrivo al trono di Caterina II fu nominato architetto di corte, nella cui posizione rimase fino al 1784.
Nel XVIII secolo, il principale centro di costruzione è San Pietroburgo, creato sulle rive quasi disabitate del delta del fiume Neva. Le trasformazioni statali, culturali e quotidiane di Pietro il Grande condussero alla costruzione di nuove tipologie di edifici, di strutture pubbliche, industriali, di cantieri navali, fabbriche, sale di produzione, edifici scolastici e museali, teatri e così via. Nonostante le misure di reinsediamento forzate verso San Pietroburgo, la sua costruzione fino alla vittoria di Poltava fu lenta. L'importanza della rapida erezione della capitale che rappresentava una rottura con l'arretratezza millenaria precedente, ha attivato una sfida gravosa e importante per l'architettura. La città doveva essere edificata sulla base di principi costruttivi avanzati, garantendo il suo carattere prestigioso-rappresentativo, non solo nell'aspetto architettonico e artistico esterno, ma anche nella sua struttura di pianificazione. Tuttavia, non c'erano ancora abbastanza architetti qualificati nel paese. Pietro I scelse due modi di creare quadri: il primo, collaudato a Mosca anche sotto Ivan III, fu l'invito di architetti esperti dell'Europa occidentale, coinvolti quasi immediatamente nella costruzione della città; il secondo, fu la selezione di giovani talenti da formare in Europa occidentale in ingegneria e in arti architettoniche: questo richiese un po' di tempo per la preparazione di architetti domestici che avrebbero dovuto in seguito sostituire gli stranieri. La formazione degli architetti russi fu facilitata dalla penetrazione dei trattati teorici occidentali nell'architettura russa, in particolare, nel 1709 un trattato dell'architetto italiano Vignola fu pubblicato in russo: "La regola dei cinque ordini di architettura", con commenti compilati da Fontana. Dopo una pausa temporanea, gli architetti italiani giungono in Russia già sotto Pietro I, le cui riforme miravano a superare la barriera culturale tra la Russia e l'Europa.
Gli architetti italiani del Canton Ticino, giungono a Mosca, cantone svizzero, che, per quasi un secolo e mezzo diventa fornitore di architetti per la Russia. Gli architetti della nuova capitale appartenevano a diverse scuole, ma esprimevano il loro stile in modo diverso rispetto alla loro nazione di origine, dovendo rispettare i gusti e le esigenze dei clienti russi, e adattandosi alle condizioni specifiche e alle planimetrie della città in costruzione. Come risultato delle loro attività, l'architettura di quel tempo, divenne una sorta di fusione tra tradizioni artistiche primordialmente russe, ed elementi formali tratti delle nazioni dell'Europa occidentale. Questo stile fu definito dal barocco russo del primo terzo del XVIII secolo o dal barocco di Pietro.

## Domenico Trezzini
San Pietroburgo :

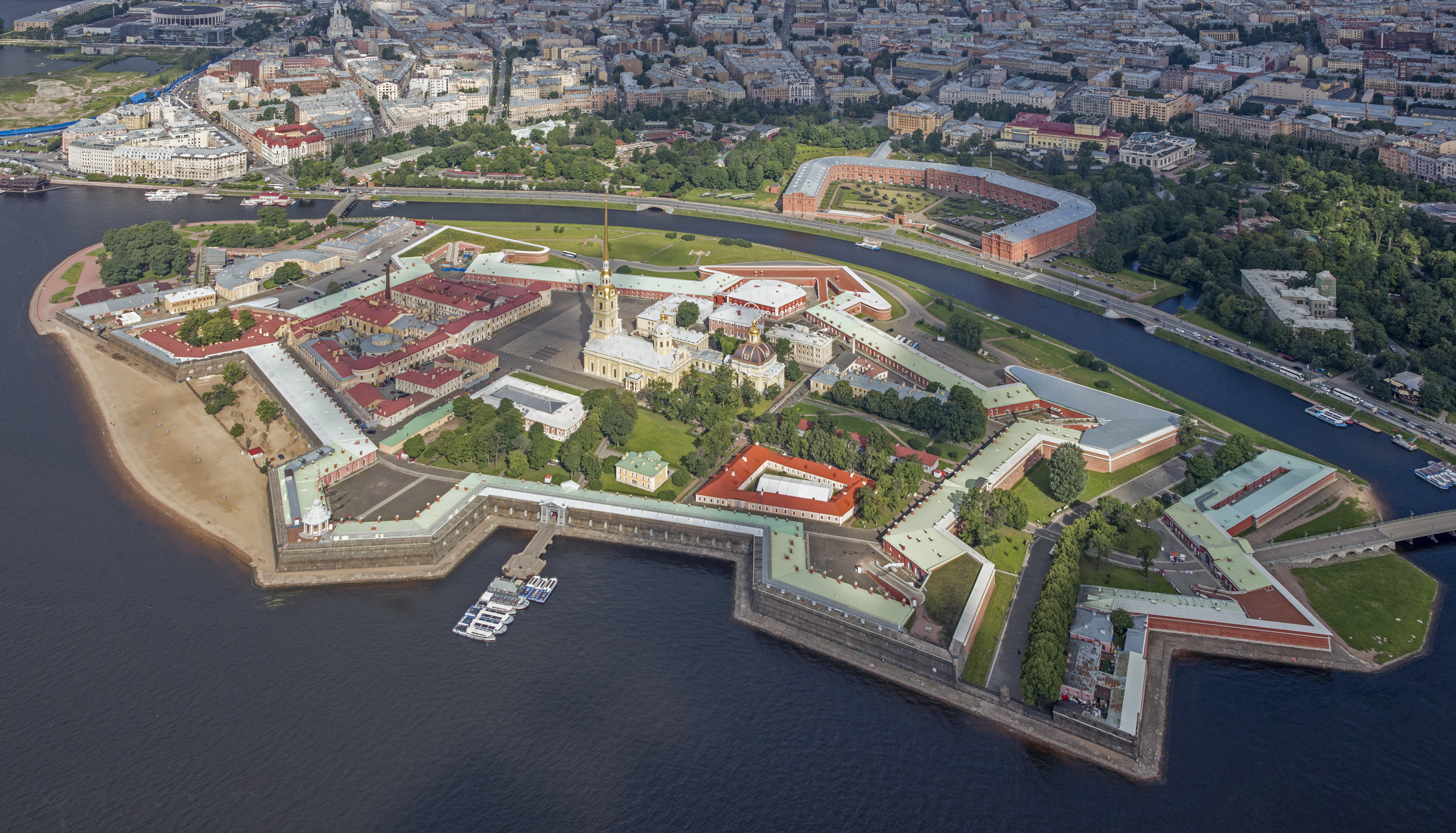
Veduta della Fortezza dall'alto.

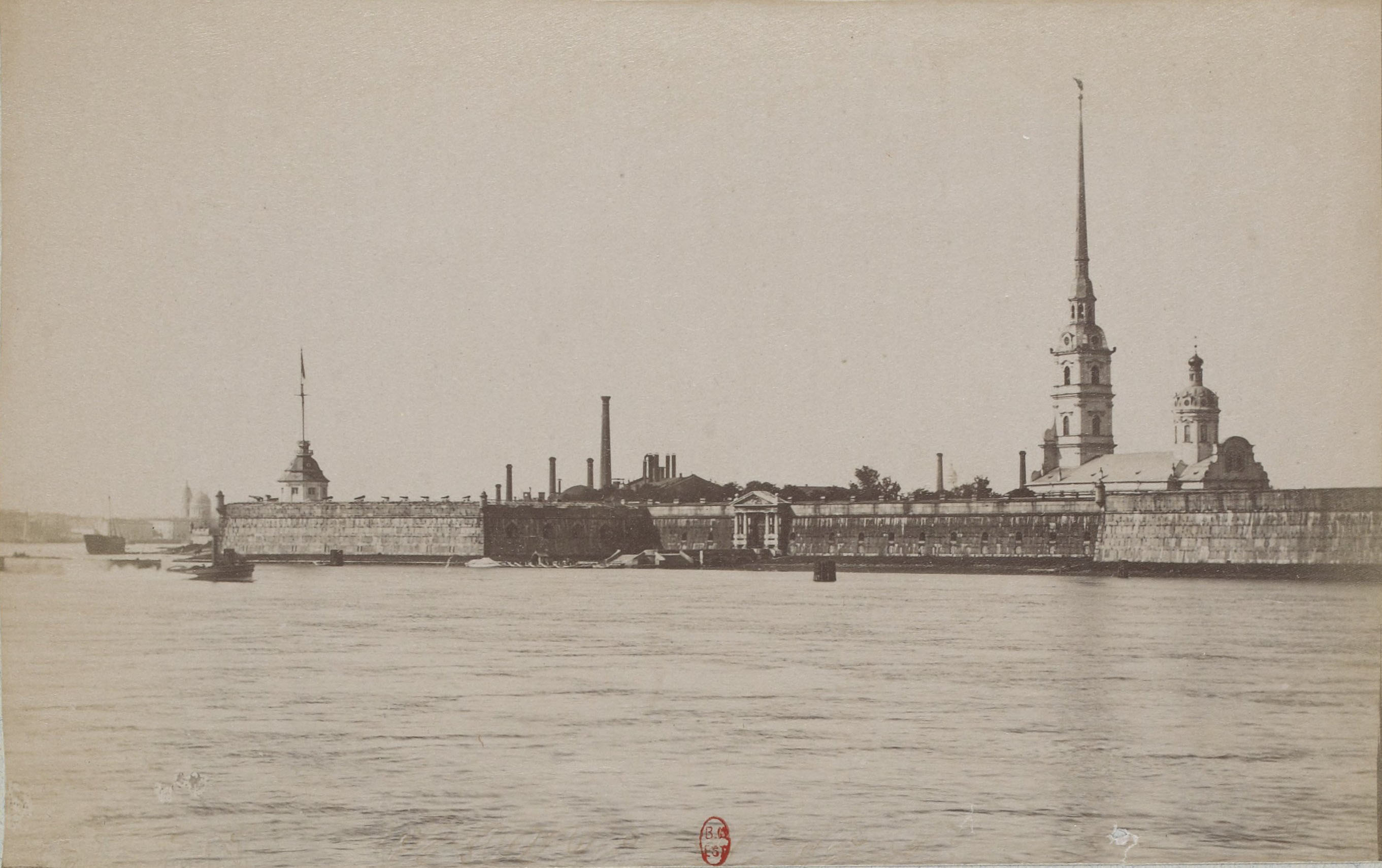
Veduta della fortezza nel XIX secolo

- 1703 - Fortezza di Pietro e Paolo;
- 1704 - Città di Kronštadt;
- 1705 - Riparazione della fortezza nei pressi del fiume Narva.
- 1706 - 1740 - Ristrutturazione dei muri a mattone della Fortezza di Pietro e Paolo.
- 1706 - 1717 - Monastero di Aleksandr Nevskij.
- 1708 - 1717 La Porta di Pietro nella Fortezza di Pietro e Paolo (legno - 1708, pietra - 1714-1717);
- 1710 - 1711 - Edificazione del Palazzo d'Estate (San Pietroburgo) nel Giardino d'Estate;
- 1712 - 1733 - Cattedrale dei Santi Pietro e Paolo, nell'analoga Fortezza;
- 1715 - Parte dell'isola Vasil'evskij;
- 1717 - 1721 - Diversi edifici e ville urbane e suburbane;
- 1721 - 1726 - Casa di Trezzini: progettata dallo stesso Trezzini, la costruzione fu eseguita dall'architetto russo, Michail Zemcov;
- 1722 - 1742 - Edificazione dei Dodici collegi sede dell'Università statale di San Pietroburgo, ora edificio principale dell'Università statale di San Pietroburgo;
- 1726 - 1727 - Ampliamento del Palazzo d'Inverno di Pietro I per Caterina II di Russia, il porto di Galernaja e un gran numero di edifici non più esistenti, tra cui il Gostinyj dvor sull'isola Vasil'evskij;
- 1731 - Ricostruzione del Palazzo Menšikov.

Domenico Trezzini possedeva giù una significativa esperienza nella costruzione in stile "barocco del Nord", fu il primo grande architetto di San Pietroburgo.
Trezzini è venuto da solo in Russia, lasciando la sua prima moglie Giovanna di Veitis nel comune del Canton Ticino, Astano. Si risposò nel 1708, e da un terzo matrimonio con Maria Carlotta ebbe i figliː Giuseppe, Gioacchino, Giorgio, Matteo e la figlia Caterina. Trezzini visse prima nei pressi dell'argine di Moika e Millionnaya a San Pietroburgo, dove fu eletto capotribù. Poi nel 1720 si stabilì a casa sua sull'Isola Vasil'evskij (Casa Trezzini), attualmente terrapieno dell'Università. Fu sepolto nel cimitero della chiesa di Sampson (ora cattedrale Sampsonievskij), ma la tomba non venne conservata.
Gli edifici dell'architetto Trezzini sono tipici dell'architettura del barocco petrino. Si distinguono per la regolarità dei piani, la modestia della decorazione decorativa, la combinazione di bellissimi elementi di ordine, con dettagli in stile barocco.

## Bartolomeo Rastrelli

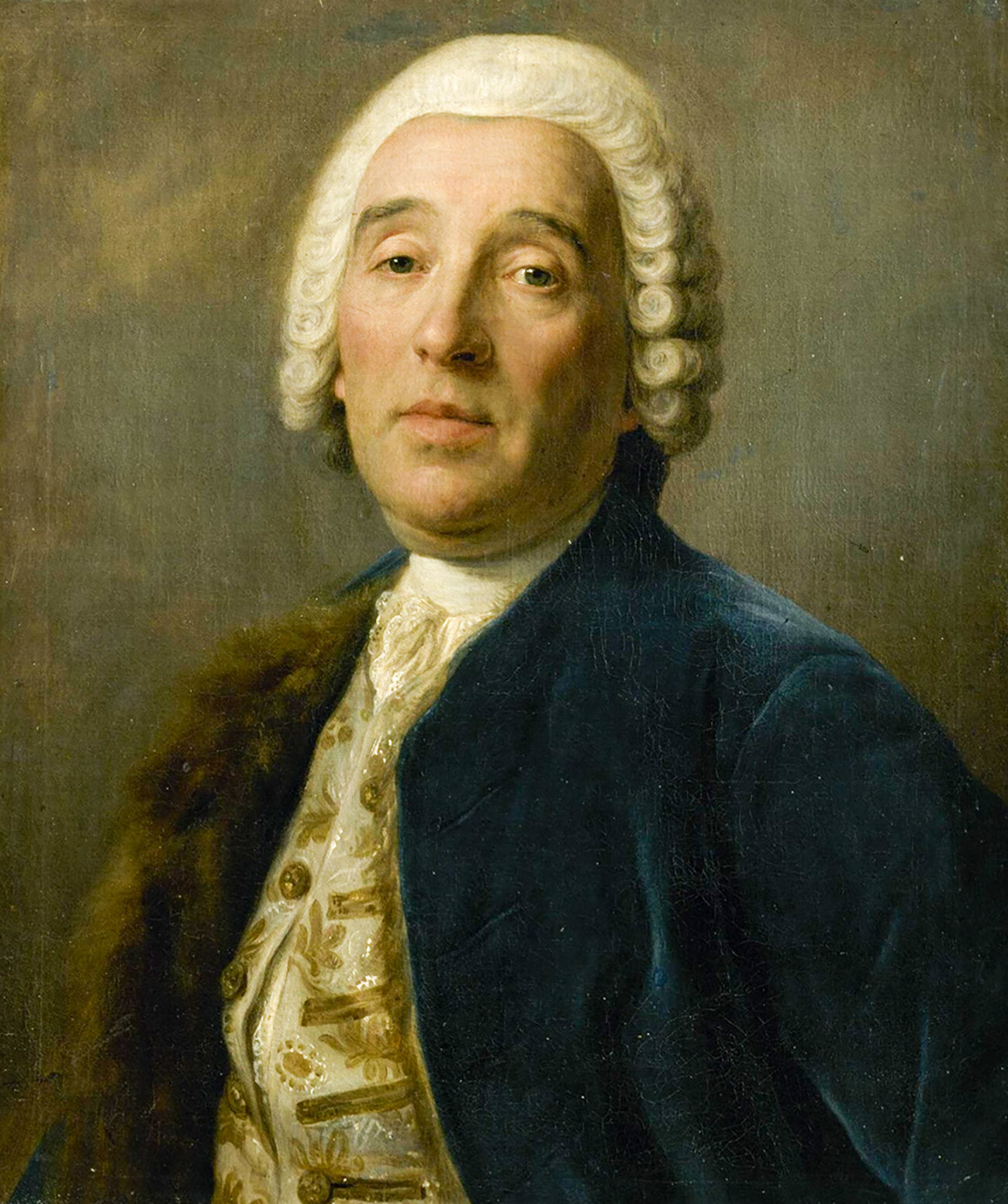
Ritratto di Bartolomeo Rastrelli dipinto da Pietro Rotari.

Bartolomeo Rastrelli ha costruito in Russia:
- 1730 - Palazzo Annenhof a Lefortovo, Mosca, (demolito nel XIX secolo);
- 1731 - 1735 - Primo Palazzo d'Inverno a San Pietroburgo, (successivamente demolito);
- 1741 - 1744 - Palazzo d'Estate a San Pietroburgo, (demolito nel 1797);
- 1747 - Espansione e ristrutturazione del Gran Palazzo (Peterhof);
- 1749 - Palazzo Voroncov a San Pietroburgo;
- 1752 - Palazzo di Caterina a Carskoe Selo;
- 1753 - Palazzo Stroganov a San Pietroburgo;
- 1754 - 1762 - Palazzo d'Inverno a San Pietroburgo (esistendo).

È diventato, successivamente, capo architetto dell'imperatrice Anna I di Russia, e quindi anche del suo successore Elisabetta. Nei primi anni del decennio del 1740, si è recato per due volte a Mosca, dove, apparentemente, ha familiarizzato con la tradizionale architettura russa ampliando in modo significativo i suoi orizzonti architettonici. 
Il suo massimo splendore avvenne con l'inizio della costruzione di un Palazzo d'Estate in legno a San Pietroburgo per l'imperatrice Elisabetta di Russia, tra il 1741 ed il 1744, ma la costruzione non è stata conservata. Al culmine della gloria, il maestro, su richiesta dell'imperatrice, ha accompagnato diversi progetti di costruzione veramente grandiosi. Dal 1747 al 1752 si dedicò a lavorare nel Gran Palazzo Peterhof. Ha portato successivamente a termine la ricostruzione completa del Palazzo di Caterina a Carskoe Selo.
Nel 1750, Rastrelli supervisionò anche la riparazione del Palazzo di Strelna. L'edificio era principalmente costituito dal grande mattone Kurljandskij, utilizzato anche durante la costruzione dei palazzi di Biron. Rastrelli ha contribuito alla progettazione di tre parti della facciata principale del Palazzo d'Inverno, con l'opzione della volta, implementata dal Korobov. La progettazione avvenne dopo il suo lavoro di riparazione del Palazzo Strelna, probabilmente sotto l'influenza di soluzioni architettoniche dell'architetto Nicola Michetti.

Gli ultimi due grandiosi piani dell'architetto Rastrelli sono il complesso del Monastero Smol'nyj, costruito tra il 1748 ed il 1757) ed il Palazzo d'Inverno con la sua famosa scalinata giordana, costruito tra il 1754 ed il 1762. Tra il 1750 ed il 1760 l'architetto Rastrelli visse in una casa sulla Prospettiva Nevskij, ora numero civico 46. Nel 1758, secondo il suo progetto, iniziò la costruzione del Gostinyj dvor, che fu presto sospeso. il progetto fu rifiutato soprattutto da parte dei commercianti, visto l'alto costo del lavoro e degli eccessi architettonici.

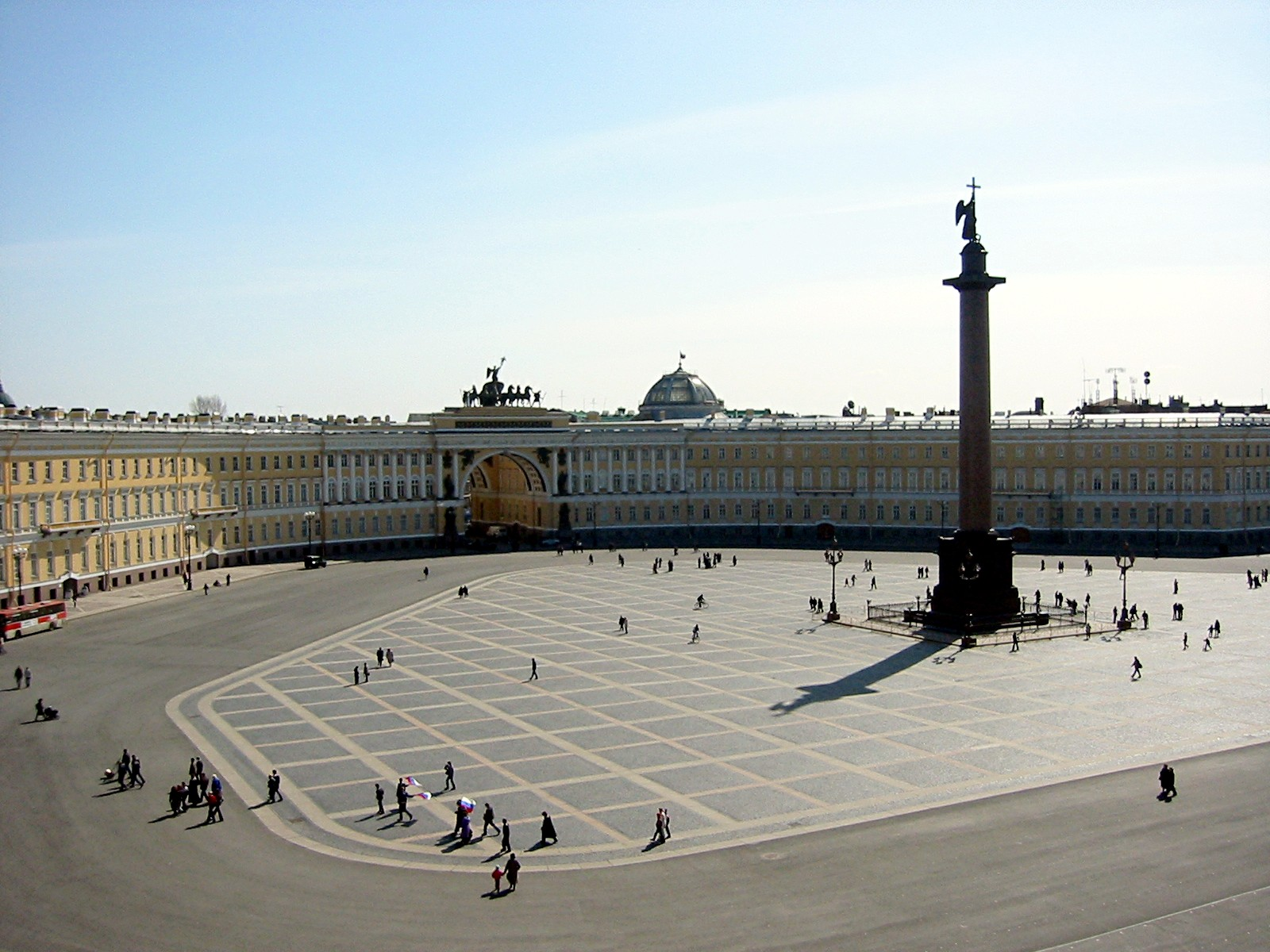
Piazza del Palazzo vista dal Palazzo d'inverno

## Carlo Rossi
Carlo Rossi ha costruito in Russia:
- 1806 - Teatro Arbate (Mosca, Piazza Arbate), incendiato nel 1812 Casa del Tribunale distrettuale militare;
- 1808 - Chiesa di Caterina, nel Cremlino di Mosca;
- 1809 - Ristrutturazione Palazzo del viaggio di Caterina II a Tver';
- 1816 - Ricostruzione del Palazzo Aničkov;
- 1815 - 1822 - Un certo numero di padiglioni e una biblioteca sulla Galleria Gonzaga a Palazzo di Pavlovsk;
- 1816 - 1818 - Palazzo Elagin sull'isola Elagin a San Pietroburgo con serra e padiglioni;
- 1819 - 1825 - Complesso del Palazzo Michajlovskij, la piazza, e con il suo giardino annesso;
- 1819 - 1829 - Complesso di Piazza del Palazzo con l'edificio dello stato maggiore e l'arco di trionfo;
- 1829 - 1834 - Complesso di Piazza del Senato, del Palazzo del Senato, e del Sinodo gli edifici del Senato e del Sinodo;
- 1827 - 1832 - Complesso di Piazza Ostrovskij di San Pietroburgo, con gli edifici Teatro Aleksandrinskij, il nuovo edificio Biblioteca Nazionale di Russia e strada teatrale esteso (via Rossi);
- 1841 - Campanile del Monastero Juriev.

Architetto russo di origine italiana, autore di numerosi edifici e complessi architettonici a San Pietroburgo e nei suoi dintorni.
Il suo principale settore di attività consisteva nell'edificazione di complessi architettonici urbani. San Pietroburgo, in gran parte grazie a lui, divenne il centro di un enorme impero, i cui Zar erano orgogliosi delle loro vittorie su Napoleone Bonaparte. I suoi progetti posseggono una combinazione armoniosa tra forme architettoniche, sculture allegoriche, e tecniche costruttive innovative, ad esempio, soffitti metallici.
Delle opere di Mosca progettate dall'architetto Rosso, una chiesa neogotica di Caterina del Monastero dell'Ascensione nel Cremlino e un teatro di legno situato in piazza Arbat, praticamente nulla è stato conservato. Nel 1809 fu impegnato nella riorganizzazione del Palazzo del viaggio di Caterina II a Tver'.
Le eccezionale abilità architettoniche e urbane di Carlo Rossi sono incarnate nelle formazioni Michael, con l'adiacente palazzo e giardino, la cui edificazione avvenne tra il 1819 ed il 1825, la Piazza del Palazzo con la maestosa costruzione dello Stato Maggiore e dell'Arco della Vittoria, tra il 1819 ed il 1829, la Piazza del Senato con diversi edifici e il Sinodo del Senato, tra il 1829 ed il 1834, Piazza Aleksandrina con gli edifici che ospitano il Teatro Aleksandrinskij, tra il 1827 ed il 1832, il nuovo edificio della biblioteca pubblica imperiale ed infine, i due edifici omogenei di Via del Teatro, poi diventata via Rossi.
Entrando nel conflitto con l'ambiente di Nicola I, Rossi si dimise nel 1832, dimettendosi "da tutte le classi sugli edifici". Uno degli ultimi edifici di Rossi era il campanile del monastero di San Giorgio nei pressi di Velikij Novgorod.
L'architetto Rossi è morto il 6 aprile 1849, a San Pietroburgo. Alcune fonti invece spostano la data del decesso al 18 aprile dello stesso anno. Fu sepolto nel cimitero luterano di Volkov. Venne traslato nel 1940 nel cimitero Lazarevskij del Monastero di Aleksandr Nevskij.